# Pompierre
Pour les articles homonymes, voir Pompierre (homonymie).
Pompierre est une commune française située dans le département des Vosges en région Grand Est.

## Géographie

### Localisation
Petit village limitrophe de la Haute-Marne à 10 km au sud de Neufchâteau et à 13 km de l'accès autoroutier de Robécourt (A31), Pompierre s'étire selon le modèle traditionnel du village-rue lorrain.
Il est traversé par le Mouzon qu'enjambe le fameux pont éponyme.

### Géologie et relief
La commune se compose de 32,11 hectares de territoires artificialisés (2,54 %), 735,40 hectares de territoires agricoles (58,23 %) et 495,99 hectares de forêts et milieux semi-naturels (39,27 %).
Espaces naturels :
- Deux espace protégé Natura 2000 :

Milieux forestiers et prairies humides des vallées du Mouzon et de l'Anger,
Bassigny, partie Lorraine.
- Trois zones naturelles d'intérêt écologique, faunistique et floristique (Znieff) :

Prairies et bois du Bassigny et de la vallée de la Meuse entre Harreville-les-Chanteures et Meury,
Pays de Neufchâteau,
Gîte à chiroptères de Dompierre.

### Hydrographie et les eaux souterraines
Hydrogéologie et climatologie : Système d’information pour la gestion des eaux souterraines du bassin Rhin-Meuse :
Territoire communal : Occupation du sol (Corinne Land Cover); Cours d'eau (BD Carthage),
Géologie : Carte géologique; Coupes géologiques et techniques,
 Hydrogéologie : Masses d'eau souterraine; BD Lisa; Cartes piézométriques.
La commune est située dans le bassin versant de la Meuse au sein du bassin Rhin-Meuse. Elle est drainée par le Mouzon et l'Anger,.
Le Mouzon, d’une longueur de 63,3 kilomètres, prend sa source sur le territoire de Serocourt, s’oriente vers l'ouest puis vers le nord peu après avoir quitté les localités de Rocourt et Tollaincourt, jusqu'aux abords de son confluent avec la Meuse.
L'Anger, d'une longueur totale de 27,9 km, prend sa source dans la commune de Dombrot-le-Sec et se jette  dans le Mouzon en limite de Circourt-sur-Mouzon et du territoire communal, après avoir traversé onze communes.

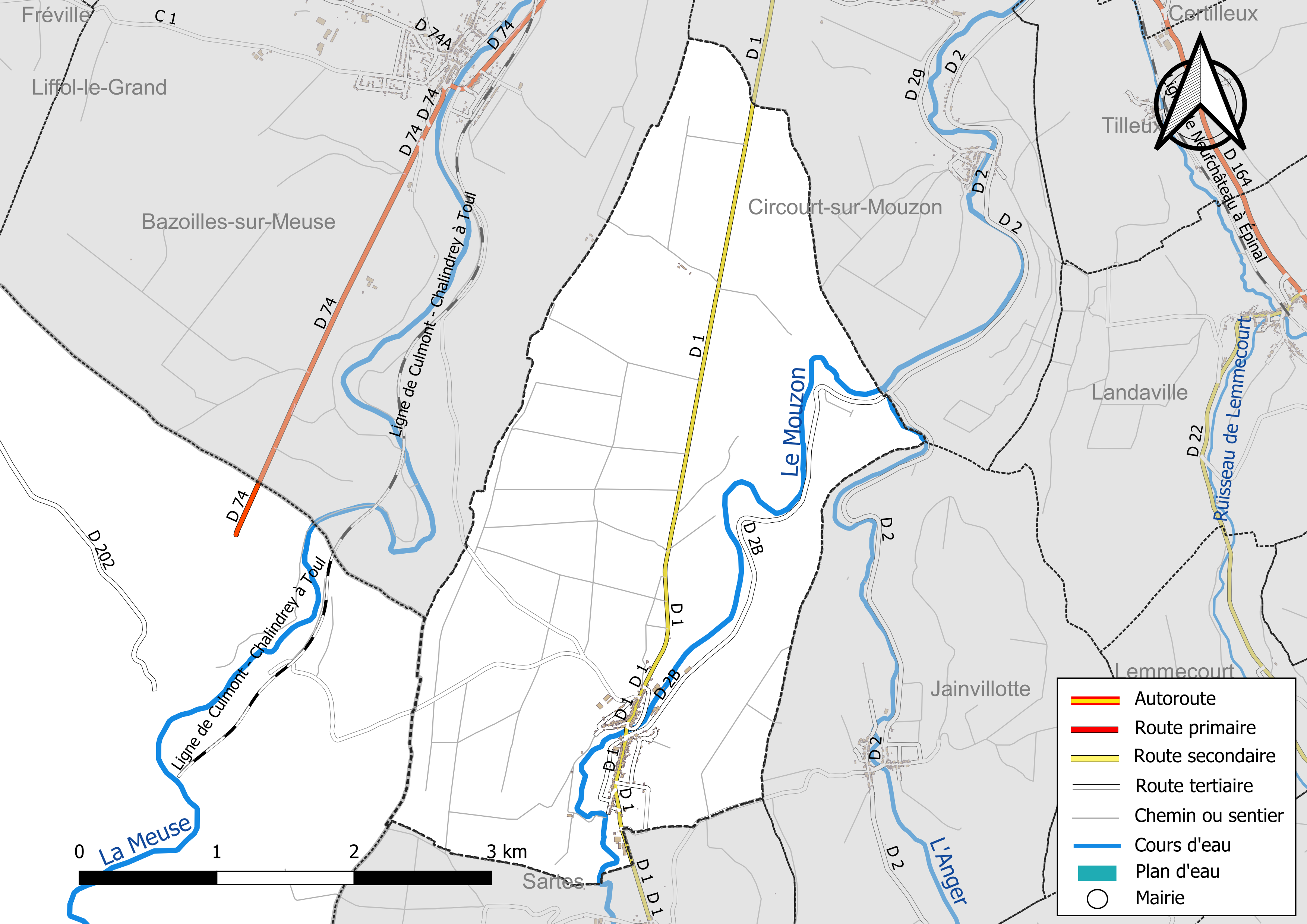
Réseaux hydrographique et routier de Pompierre.

La qualité des eaux de baignade et des cours d’eau peut être consultée sur un site dédié géré par les agences de l’eau et l’Agence française pour la biodiversité.

### Climat
Pour des articles plus généraux, voir Climat du Grand Est et Climat des Vosges.
En 2010, le climat de la commune est de type climat de montagne, selon une étude du Centre national de la recherche scientifique s'appuyant sur une série de données couvrant la période 1971-2000. En 2020, Météo-France publie une typologie des climats de la France métropolitaine dans laquelle la commune est exposée à un climat océanique altéré et est dans la région climatique  Lorraine, plateau de Langres, Morvan, caractérisée par un hiver rude (1,5 °C), des vents modérés et des brouillards fréquents en automne et hiver.
Pour la période 1971-2000, la température annuelle moyenne est de 9,4 °C, avec une amplitude thermique annuelle de 16,7 °C. Le cumul annuel moyen de précipitations est de 958 mm, avec 13 jours de précipitations en janvier et 9,5 jours en juillet. Pour la période 1991-2020, la température moyenne annuelle observée sur la station météorologique de Météo-France la plus proche, « St Ouen-lès-Parey_sapc », sur la commune de Saint-Ouen-lès-Parey à 11 km à vol d'oiseau, est de 10,0 °C et le cumul annuel moyen de précipitations est de 806,8 mm. 
La température maximale relevée sur cette station est de 39,4 °C, atteinte le 25 juillet 2019 ; la température minimale est de −22 °C, atteinte le 20 décembre 2009,,.
Les paramètres climatiques de la commune ont été estimés pour le milieu du siècle (2041-2070) selon différents scénarios d'émission de gaz à effet de serre à partir des nouvelles projections climatiques de référence DRIAS-2020. Ils sont consultables sur un site dédié publié par Météo-France en novembre 2022.

## Urbanisme

### Typologie
Au 1er janvier 2024, Pompierre est catégorisée commune rurale à habitat dispersé, selon la nouvelle grille communale de densité à sept niveaux définie par l'Insee en 2022.
Elle est située hors unité urbaine. Par ailleurs la commune fait partie de l'aire d'attraction de Neufchâteau, dont elle est une commune de la couronne,. Cette aire, qui regroupe 72 communes, est catégorisée dans les aires de moins de 50 000 habitants,.

### Occupation des sols
L'occupation des sols de la commune, telle qu'elle ressort de la base de données européenne d’occupation biophysique des sols Corine Land Cover (CLC), est marquée par l'importance des territoires agricoles (58,5 % en 2018), une proportion sensiblement équivalente à celle de 1990 (58,2 %). La répartition détaillée en 2018 est la suivante : 
terres arables (43,7 %), forêts (39 %), prairies (12,6 %), zones urbanisées (2,5 %), zones agricoles hétérogènes (2,1 %). L'évolution de l’occupation des sols de la commune et de ses infrastructures peut être observée sur les différentes représentations cartographiques du territoire : la carte de Cassini (XVIIIe siècle), la carte d'état-major (1820-1866) et les cartes ou photos aériennes de l'IGN pour la période actuelle (1950 à aujourd'hui).

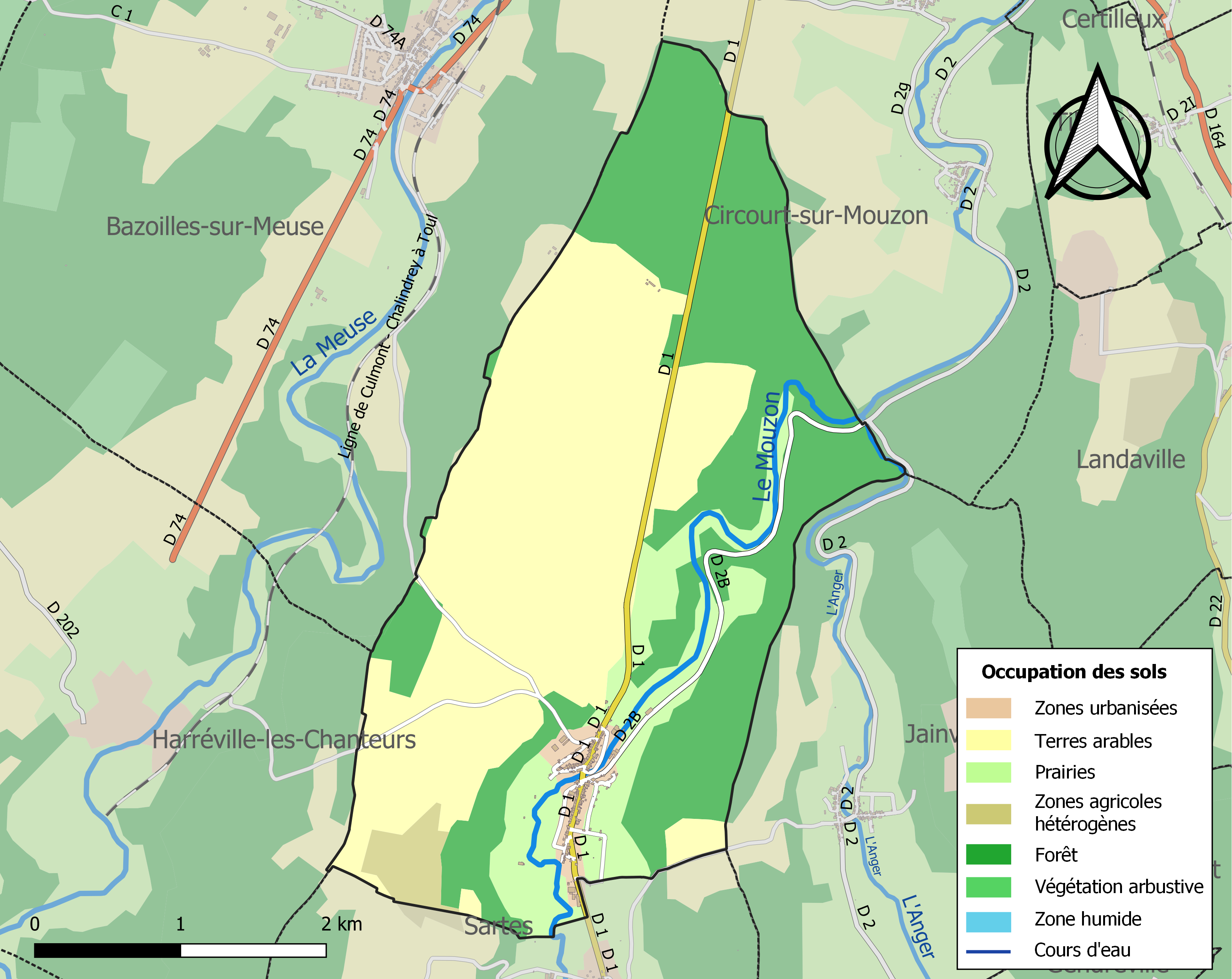
Carte des infrastructures et de l'occupation des sols de la commune en 2018 (CLC).

## Toponymie
Le nom de la localité est attesté sous les formes Ad Pontem, quem Petreum vocitant (VIe siècle) ; Pomperra, Ponperra (1179) ; In fine Pontem (XIe ou XIIe siècle) ; Ponpierre (1222) ; Pompiere (1228) ; Pompierre (1300) ; Pontispetra (1402) ; Pontpierre (1656) ; Pont-Pierre, Pons Petrus (1768).

Du latin pontem « pont » et petra « pierre ». Souvent il s’agit de ponts romains,car le haut Moyen Age en a peu construit et les noms de lieux qui contiennent l’élément pont peuvent être considérés comme des noms indiquant le passage d’une voie romaine.

## Histoire
Situé sur le tracé de la voie romaine qui relie Langres à Trêves, le village est mentionné pour la première fois lors d'un conflit entre petits-fils de Clovis.
Selon ce que rapporte Grégoire de Tours, c'est le pont de pierre qui a donné son nom au village qui a été, en 577, le théâtre d'une rencontre historique entre Gontran, roi de Burgondie, et le jeune Childebert II, roi d'Austrasie. fils de son demi-frère, Sigebert Ier. Au cours de cette rencontre, Gontran adopte son neveu, ce qui prélude à l'unification des royaumes de Burgundie et d'Austrasie.
Pour commémorer cet événement historique, une chapelle est édifiée. Le village appartient ensuite au Duché de Lorraine. Au XIIe siècle, la chapelle est remplacée par une église dont le portail rappelle par ses sculptures cette rencontre de deux rois. Cette église relève alors du chapitre de Ligny-en-Barrois.
En 1741, Jean-Baptiste de Lavaulx, seigneur de Pompierre, Sartes, Courcelles et Dolaincourt, se fait construire un château encore visible actuellement.
De 1790 à l’An IX, Pompierre a fait partie du canton de Beaufremont.
- 1824, construction du lavoir-abreuvoir et de la maison du berger communal.
- 1833, construction d'un bâtiment à usage de mairie et d'école.
- 1858, jugée trop vétuste, l'église romane est démolie mais le portail du XIIe siècle, du fait de la qualité de sa sculpture, en est soigneusement conservé pour être intégré à la nouvelle construction.

## Politique et administration

### Budget et fiscalité 2023

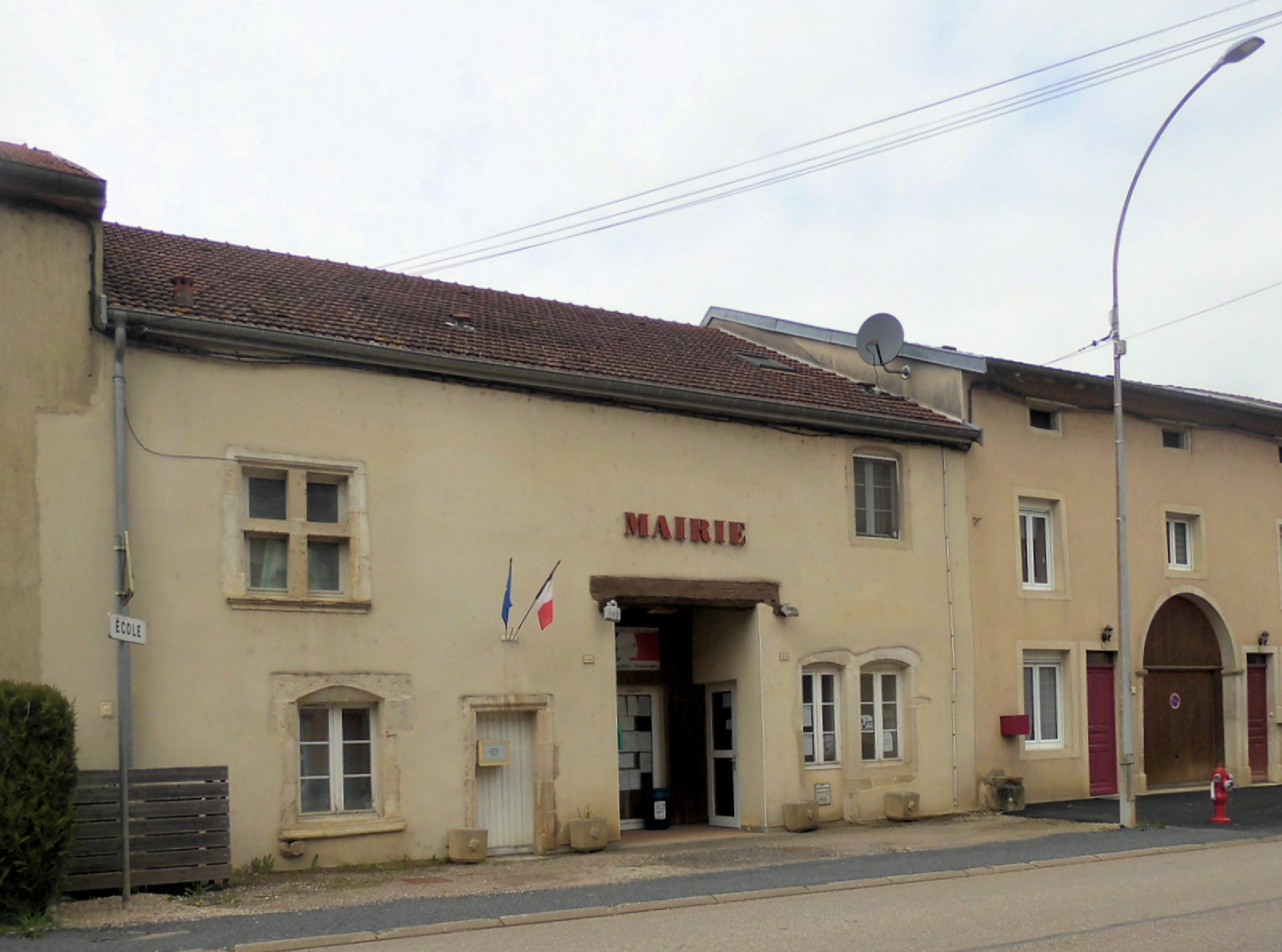
La mairie.

En 2023, le budget de la commune était constitué ainsi :
- total des produits de fonctionnement : 138 000 €, soit 693 € par habitant ;
- total des charges de fonctionnement : 132 000 €, soit 664 € par habitant ;
- total des ressources d'investissement : 20 000 €, soit 99 € par habitant ;
- total des emplois d'investissement : 14 000 €, soit 70 € par habitant ;
- endettement : 10 000 €, soit 49 € par habitant.

Avec les taux de fiscalité suivants :
- taxe d'habitation : 18,14 % ;
- taxe foncière sur les propriétés bâties : 39,79 % ;
- taxe foncière sur les propriétés non bâties : 15,05 % ;
- taxe additionnelle à la taxe foncière sur les propriétés non bâties : 0,00 % ;
- cotisation foncière des entreprises : 0,00 %.

Chiffres clés Revenus et pauvreté des ménages en 2021 : médiane en 2021 du revenu disponible, par unité de consommation : 22 170 €.

### Liste des maires
| Période                                  | Période    | Identité                 | Étiquette | Qualité                              |
| ---------------------------------------- | ---------- | ------------------------ | --------- | ------------------------------------ |
| Les données manquantes sont à compléter. |            |                          |           |                                      |
|                                          | juin 1995  | Pierre Maire (1921-2013) |           |                                      |
| juin 1995                                | avril 2014 | Jean-Bernard Thouvenot   |           |                                      |
| avril 2014                               | juin 2020  | Thérèse Berger           |           |                                      |
| juin 2020                                | En cours   | Philippe Brissé          |           | Agriculteur sur moyenne exploitation |

## Population et société

### Démographie

#### Évolution démographique
L'évolution du nombre d'habitants est connue à travers les recensements de la population effectués dans la commune depuis 1793. Pour les communes de moins de 10 000 habitants, une enquête de recensement portant sur toute la population est réalisée tous les cinq ans, les populations de référence des années intermédiaires étant quant à elles estimées par interpolation ou extrapolation. Pour la commune, le premier recensement exhaustif entrant dans le cadre du nouveau dispositif a été réalisé en 2004.

En 2022, la commune comptait 191 habitants, en évolution de −17,32 % par rapport à 2016 (Vosges : −2,96 %, France hors Mayotte : +2,11 %).
| 1793 | 1800 | 1806 | 1821 | 1831 | 1836 | 1841 | 1846 | 1856 |
| ---- | ---- | ---- | ---- | ---- | ---- | ---- | ---- | ---- |
| 494  | 479  | 521  | 520  | 543  | 537  | 526  | 505  | 455  |

| 1861 | 1866 | 1876 | 1881 | 1886 | 1891 | 1896 | 1901 | 1906 |
| ---- | ---- | ---- | ---- | ---- | ---- | ---- | ---- | ---- |
| 471  | 485  | 450  | 431  | 425  | 414  | 385  | 378  | 361  |

| 1911 | 1921 | 1926 | 1931 | 1936 | 1946 | 1954 | 1962 | 1968 |
| ---- | ---- | ---- | ---- | ---- | ---- | ---- | ---- | ---- |
| 333  | 283  | 267  | 275  | 254  | 251  | 215  | 243  | 235  |

| 1975 | 1982 | 1990 | 1999 | 2004 | 2006 | 2009 | 2014 | 2019 |
| ---- | ---- | ---- | ---- | ---- | ---- | ---- | ---- | ---- |
| 203  | 215  | 206  | 210  | 218  | 222  | 243  | 233  | 195  |

| 2022 | - | - | - | - | - | - | - | - |
| ---- | - | - | - | - | - | - | - | - |
| 191  | - | - | - | - | - | - | - | - |

### Enseignement
Établissements d'enseignements:
- Écoles maternelles et primaires à Bazoilles-sur-Meuse, Landaville, Rebeuville, Neufchâteau, Rouvres-la-Chétive.
- Écoles primaires à Circourt-sur-Mouzon, Harréville-les-Chanteurs, Bazoilles-sur-Meuse, Landaville, Rebeuville.
- Collèges à Liffol-le-Grand, Neufchâteau, Bourmont-entre-Meuse-et-Mouzon, Châtenois.
- Lycées à Neufchâteau, Mandres-sur-Vair, Contrexéville.

### Santé
Professionnels et établissements de santé :
- Médecins à Liffol-le-Grand, Neufchâteau, Vrécourt, Châtenois, Bulgnéville, Coussey, Grand.
- Pharmacies à Liffol-le-Grand, Neufchâteau, Bourmont, Vrécourt, Châtenois, Coussey, Contrexéville.
- Hôpitaux à Neufchâteau, Vittel, Lamarche, Mattaincourt, Mirecourt.

### Cultes
Culte catholique, Diocèse de Saint-Dié.

## Économie

### Entreprises et commerces

#### Agriculture
- Élevage d'autres bovins et de buffles[35].
- Culture et élevage associés.
- Sylviculture et autres activités forestières.
- Élevage de chevaux et d'autres équidés.
- Exploitation forestière

#### Tourisme
- Hébergements et restauration à Neufchâteau, Bulgnbéville, Châtenois[36].

#### Commerces
- Commerces et services de proximité[37].

## Culture locale et patrimoine

### Lieux et monuments

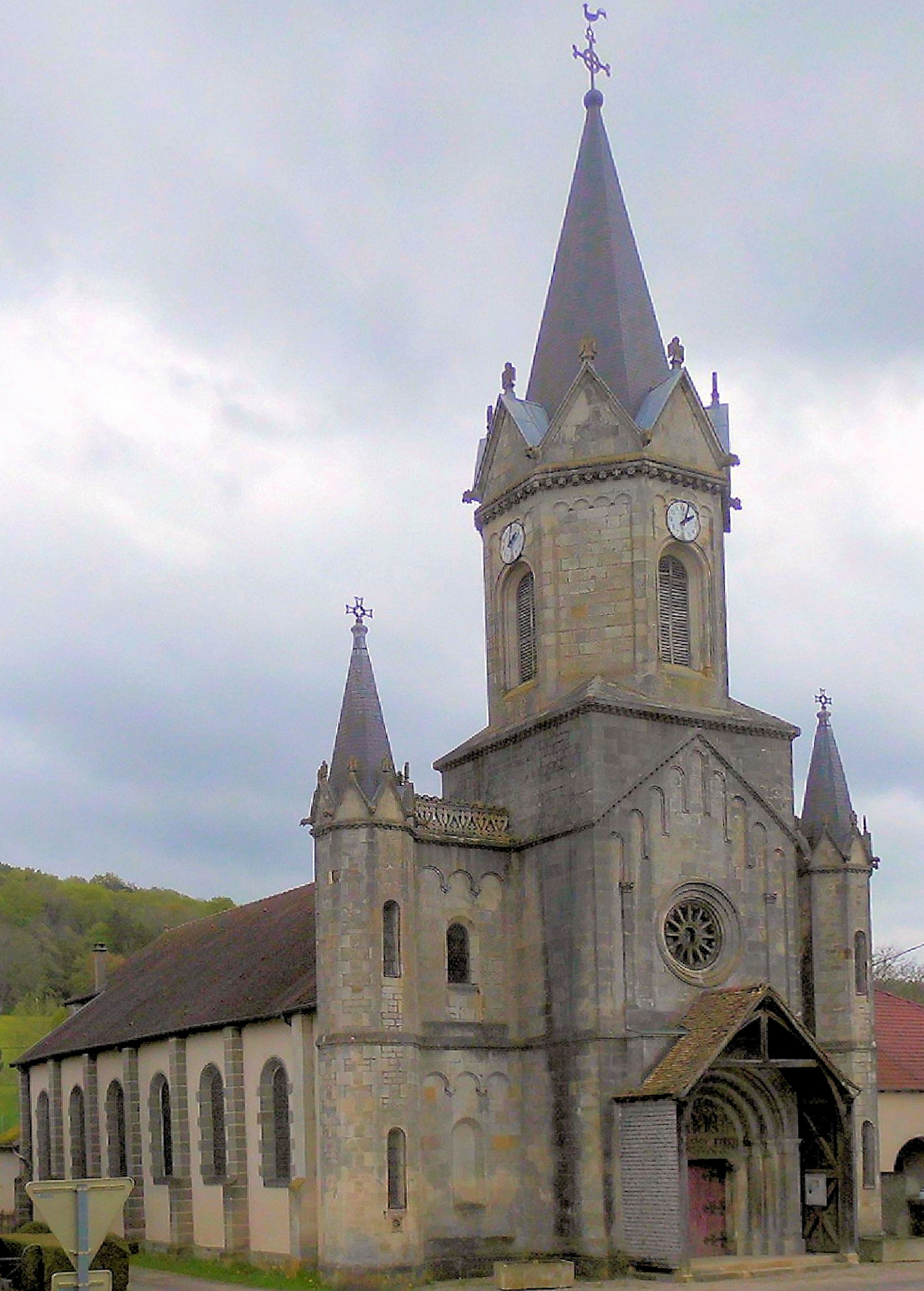
L'église Saint-Martin.
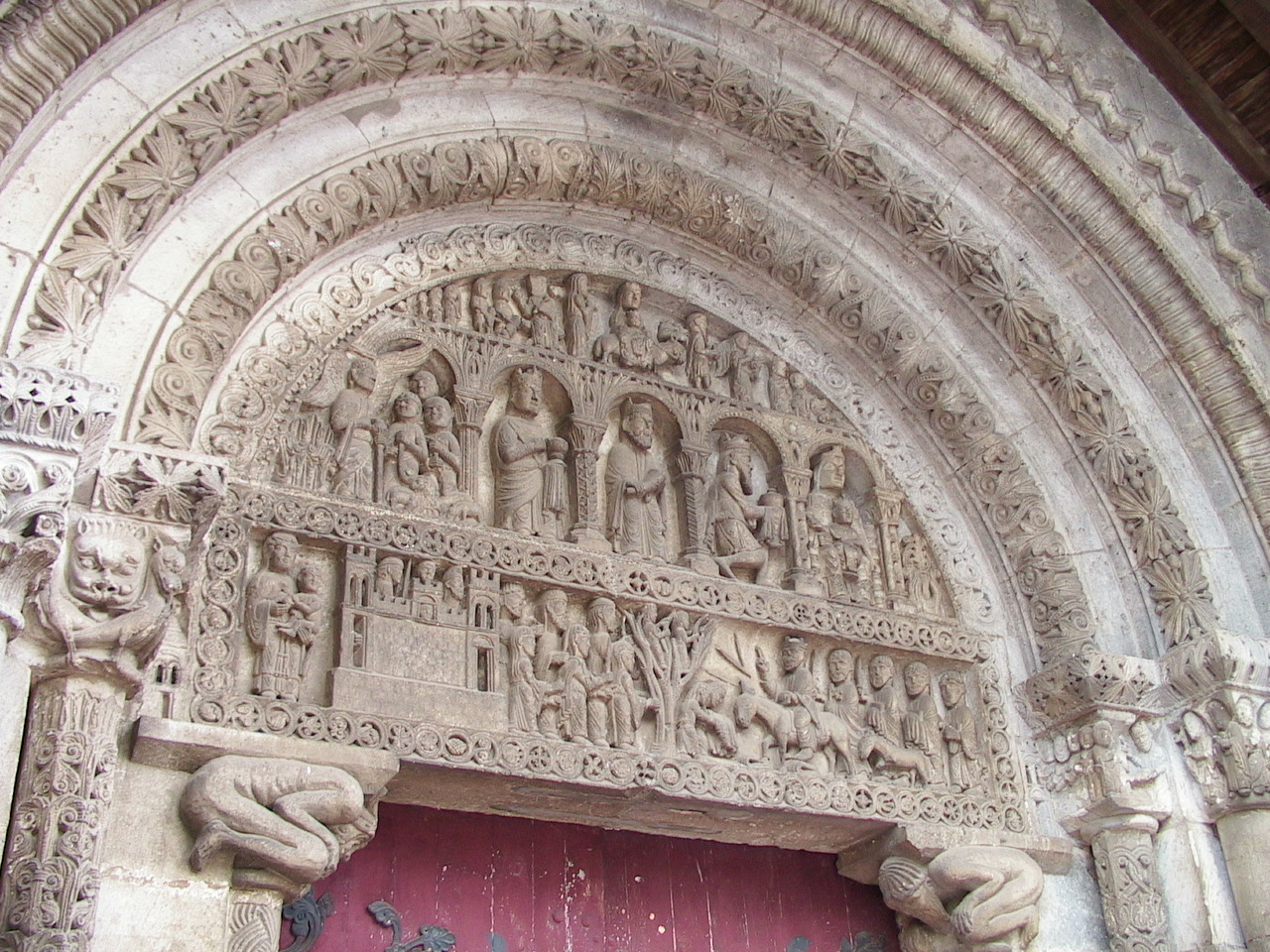
Porche de l'église.
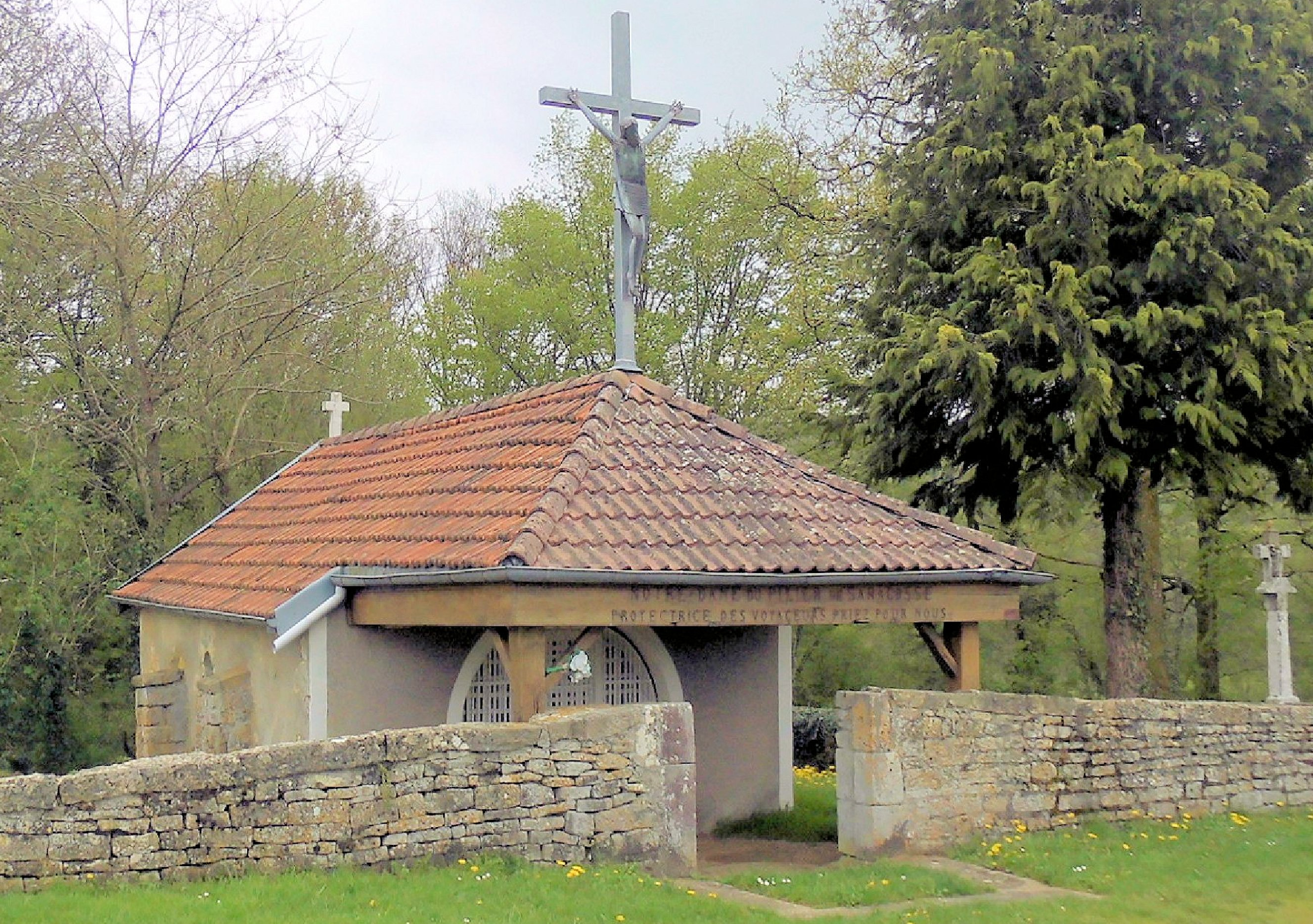
La chapelle Notre-Dame-du-Pilier-de-Saragosse.
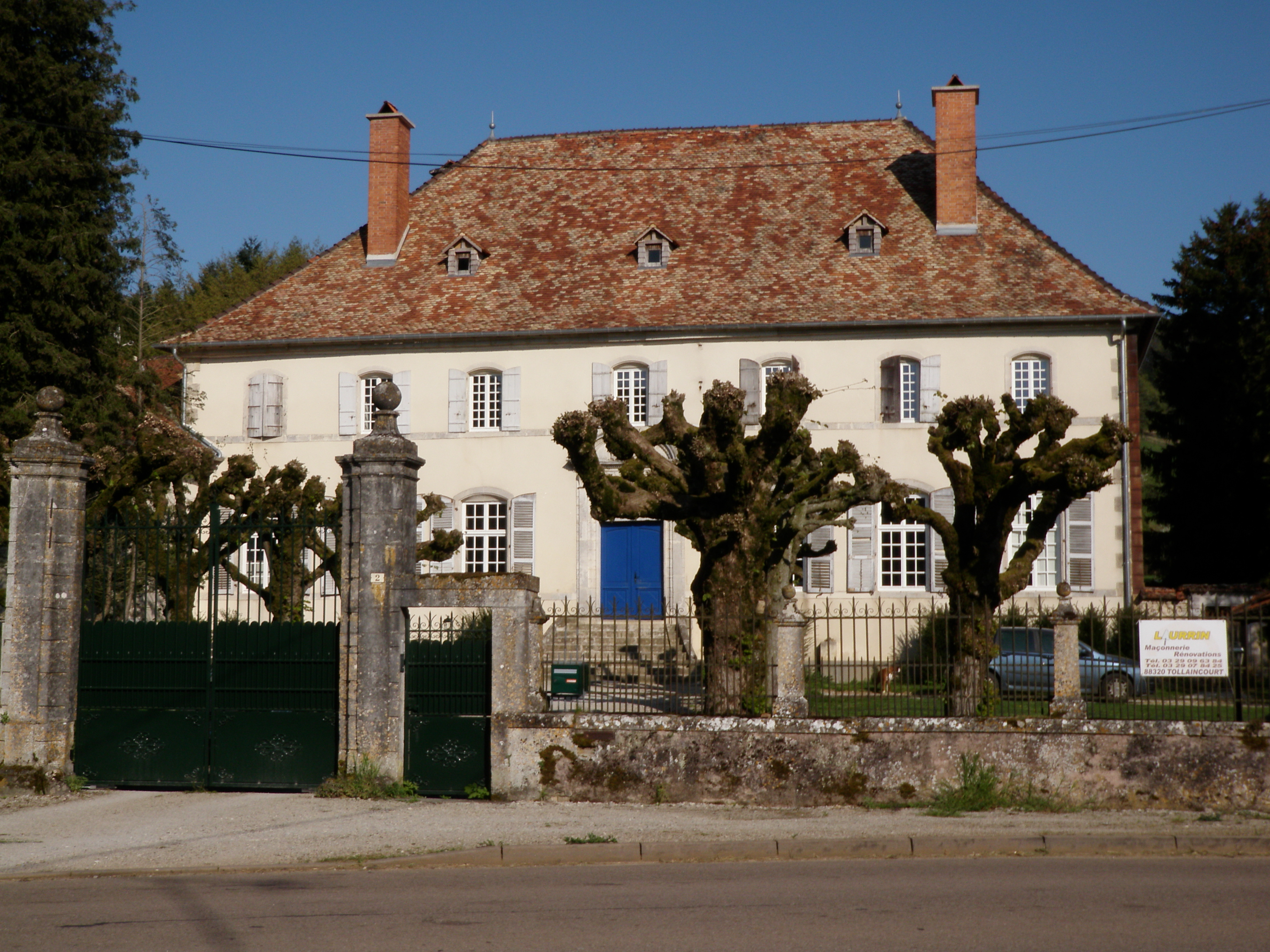
Château de Pompierre.
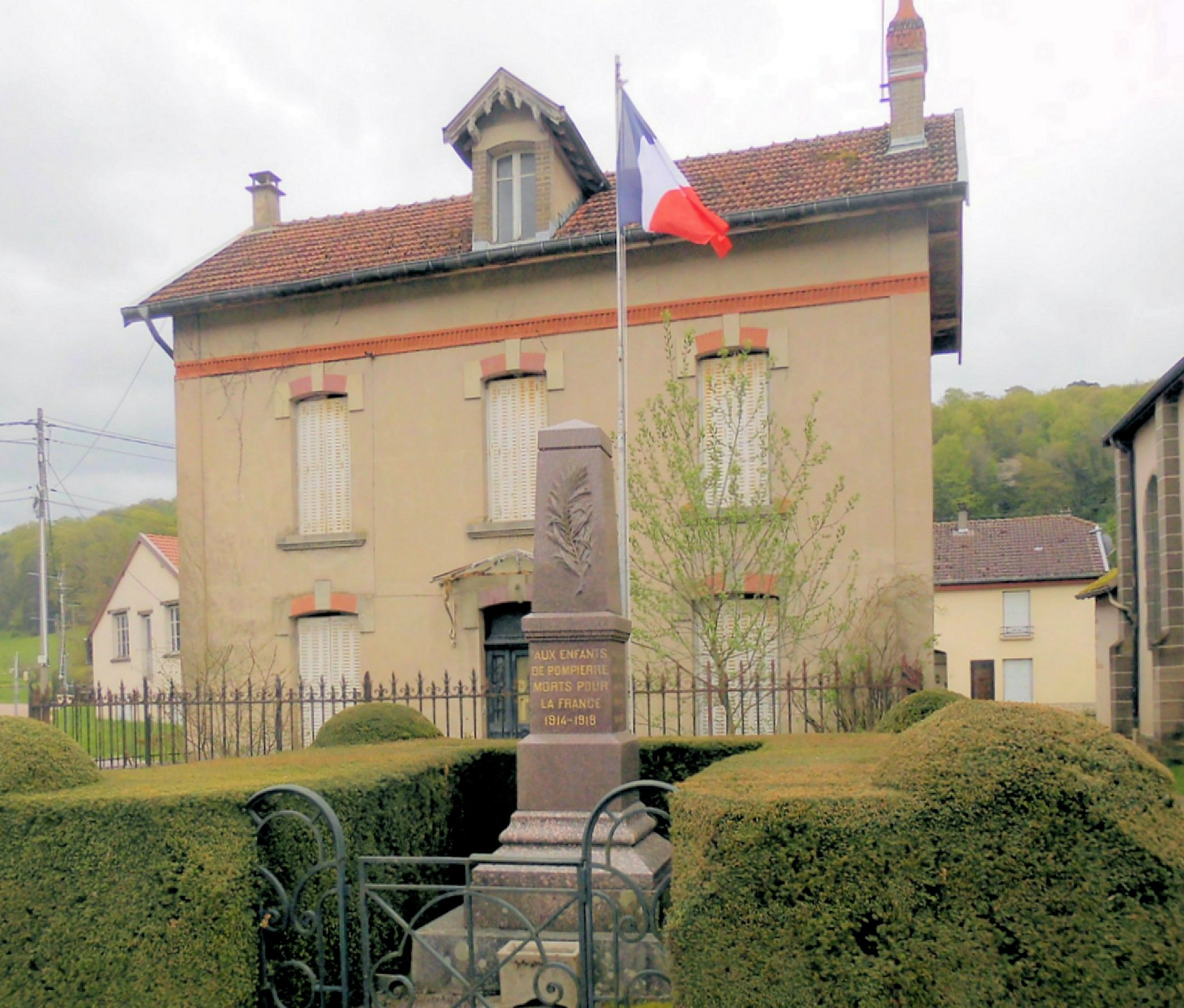
Le monument aux morts.

- Église Saint-Martin de Pompierre (XIIe et XIXe siècles)[38],[39],[40],[41] dont le portail est classé au titre des monuments historiques par arrêté du 4 août 1908[42]. De 1854 à 1859, une nouvelle église a été construite. L’ancienne ne présentait qu'un intérêt relatif, sauf son portail qui fut remonté pour servir d'entrée à la nouvelle. La porte, une vraie merveille, surpasse tout ce que l'art roman a laissé de plus parfait dans toute la région. Elle se compose d'un tympan encadré par un arc en plein cintre à trois ressauts portant sur des colonnettes décorées avec des chapiteaux aussi décorés de scènes de la Bible. Le tympan offre trois bandeaux de sculptures très fines. En bas l’arrivée triomphale de Jésus sur son âne à Jérusalem, figurée par une muraille crénelée flanquée de tours carrées. Le bandeau intermédiaire comporte cinq arcatures  : l’annonce aux bergers, trois rois mages en adoration et la Vierge et l’enfant. Sous l'arc de cercle qui reste, on voit successivement, de gauche à droite  : Hérode et le massacre des Innocents, la fuite en Égypte. Joseph suivi de Marie assise sur un âne, l'enfant Jésus sur ses genoux, deux petits personnages. Voir une description détaillée avec photos dans l’ouvrage Églises romanes des Vosges[43].
Sont aussi classés:
autel, tabernacle, exposition (maître-autel)[44].
chaire à prêcher[45].
clôture de chœur[46].
stalles[47].
autel, 2 tabernacles (ensemble des autels latéraux)[48].

- Chapelle Notre-Dame-du-Pilier-de-Saragosse[49].

Le mobilier de la chapelle Notre-Dame du pilier de Saragosse
degré d'autel, autel, 2 gradins d'autel, tabernacle, retable (maître-autel).
2 statues (d'applique, statuette) : saint Matthieu, saint Marc.
2 statues (petite nature) : Vierge, saint Jean l'Evangéliste.
2 statues d'applique : saint Martin de Tours, saint Nicolas de Myre (petite nature).
bâton de procession : Vierge à l'Enfant.
bâton de procession.
- Château de Pompierre (XVIIIe siècle)[57].
- Mairie-école[58].
- Lavoir, abreuvoir, Maison de Berger[59].
- Le monument aux morts[60],[61].
- Une borne gallo-romaine dédiée à l'empereur Decentius est signalée sur la commune[62]

### Animations
- La fête patronale se déroule le premier week end avant le 11 novembre

### Personnalités liées à la commune
- Le village, depuis le XVIIe jusqu'au XIXe, a eu une famille de fondeurs de cuivre prolifiques. On retrouve leur production -parfois signée- dans de nombreuses églises lorraines. Il s'agit de la famille MAIRE, originaire du village. François Maire 1741 1814 était fondeur de cloches, associé avec Pierre Léopold Carteret.
- Médaillés de Sainte-Hélène[63].

### Héraldique, logotype et devise
Commune sans blason

## Pour approfondir